# Dagmar Olrik
Dagmar Olrik (født 28. juni 1860 i København, død 22. september 1932 i Klampenborg) var en dansk malerinde og gobelinvæver, datter af Henrik Olrik og søster til Axel, Benedicte, Eyvind, Hans, Jørgen og Povl Olrik.
Som ung besøgte Dagmar Olrik Tegneskolen for Kvinder, arbejdede senere under faderens vejledning og efter hans død hos Viggo Pedersen; fra 1891 en jævnlig udstiller af blomster og landskaber på Charlottenborg. I Italien lærte hun gobelinvævning, senere besøgtes fabrikkerne i Paris. 1902 påbegyndte hun sit hovedværk, Rådhusgobelinerne, der udførtes efter Lorenz Frølich tegninger til Illustreret Danmarkshistorie for Folket. Frølich nåede selv at få udført arbejdstegninger til to af gobelinerne. De øvrige arbejdstegninger er udført af Malthe Engelsted. Vævningen varede til 1920. Arbejdet, der nyder almindelig og fortjent anerkendelse, indbragte Olrik Fortjenstmedaljen i guld. Desuden har hun restaureret gobeliner til Nationalmuseet, Frederiksborg Slot, Københavns Universitet og til private.
Dagmar Olrik udførte sideløbende moderne arbejder til tegninger af søsteren, maleren fru Benedicte Brummer, maleren Johannes Wilhjelm samt malerne Marianne Høst og Johanne Nicoline Louise Frimodt.
Hun er begravet på Vestre Kirkegård.